# Kristdemokratiska Ungdomsförbundet
Kristdemokratiska ungdomsförbundet (KDU) er en svensk politisk ungdomsorganisation knyttet til partiet Kristdemokraterna. Den blev stiftet i 1966. Organisationens øverste myndighed er riksmötet, der træder sammen en gang om året. Hvert år vælges en bestyrelse, der er organisationens højeste organ, når riksmötet ikke er sammenkaldt. Hvert efterår afholdes også et förbundsråd med repræsentanter fra landsledelsen og distrikterne, hvor man tager beslutninger om specifikke politiske spørgsmål.

## Formænd
- 1966–1970 Bernt Olsson
- 1970–1973 Alf Svensson
- 1975–1981 Mats Odell
- 1981–1984 Anders Andersson
- 1984–1986 Bert-Inge Karlsson
- 1986–1989 Stefan Attefall
- 1989–1992 Göran Holmström
- 1992–1996 Hans Åström Eklind
- 1996–1997 Amanda Grönlund
- 1997–1999 Magnus Jacobsson
- 1999–2001 Magnus Berntsson
- 2001–2004 Jakob Forssmed
- 2004–2005 Erik Slottner
- 2005–2008 Ella Bohlin
- 2008–2011  Charlie Weimers
- 2011–2013 Aron Modig
- 2013–2016 Sara Skyttedal
- 2016–2018 Christian Carlsson
- 2018–2020 Martin Hallander
- 2020– Nike Örbrink